# 直接製鉄法
直接製鉄法（ちょくせつせいてつほう）とは、鉄鉱石が比較的低温の固体の状態で加炭することなく直接還元し鋼塊を製造する製鉄法。

## 工程
砂鉄または鉄鉱石を低温で還元し、炭素の含有量がきわめて低い錬鉄を生成するもので、近代の製鉄法が確立する前は（漢代以降の中国などの例外を除いて）広く世界的に見られた方法である。
直接製鉄法では固体直接還元により、炭素がほとんど入らず、加工しやすい錬鉄を得ることができる。直接製鉄法では高温にならないため浸炭が少なく、得られた錬鉄もリンや硫黄などの不純物が少ない錬鉄となる。
直接製鉄法に対して間接製鉄法とは一般的には鉄鉱石を還元する際に一度銑鉄を作った上で鉄鋼を得る方法をいうが、直接製鉄法と間接製鉄法の区分は精錬段階での酸素含有量で分けられる。直接製鉄法は間接製鉄法とは異なり酸素含有量を減少させるプロセスが直線的に行われる。
理論的には間接製鉄法よりも直接製鉄法のほうが消費エネルギーは少なくなる。しかし直接製鉄法では固体のまま鉄への還元を行うため、鉄鉱石中にあった脈石等の非金属介在物は取り除かれておらず、加工の工程で叩いて取り出す必要がある。間接製鉄法では液体鉄とすることで脈石等の不純物が浮き出して排出されるため加工の工程で叩いて取り出す必要はない。全プロセスを見ると高炉法など間接製鉄法のほうが合理化が格段に進んでおり、製鉄の生産効率から見ると圧倒的に間接製鉄法が有利となっている。しかし年産50t程度の小規模の製鉄所であればエネルギー消費を抑えることができるという直接製鉄法の利点を享受できるとされている。
天然ガスや石炭を用いた新たな製鉄法も開発されている。1980年代に2段還元法の開発が進み、COREX法などが開発され、COREX法は微粉鉱石と一般炭を利用して溶銑を製造することが可能となりFINEX法に改良され実用化されている。